# Maserati 5000 GT
Der Maserati 5000 GT bzw. 5000 GTI (intern: Tipo 103) ist ein Hochleistungssportwagen des italienischen Automobilherstellers Maserati, dessen Motor von Maseratis Wettbewerbsfahrzeugen abgeleitet war. Von 1959 bis 1964 entstanden je nach Zählweise 32 oder 34 Autos. Acht italienische Karosseriehersteller gestalteten verschiedene Aufbauten. Am weitesten verbreitet ist eine Coupé-Karosserie von Allemano, die 22 mal gebaut wurde; sie gilt als das inoffizielle Serienmodell. Einige andere Aufbauten sind Einzelstücke. Der Maserati 5000 GT gehörte zu den teuersten und exklusivsten Sportwagen seiner Zeit. Er konkurrierte mit dem Ferrari 400 Superamerica. Einzelne 5000 GT erreichen im 21. Jahrhundert Preise von über einer Million Dollar.

## Entstehungsgeschichte

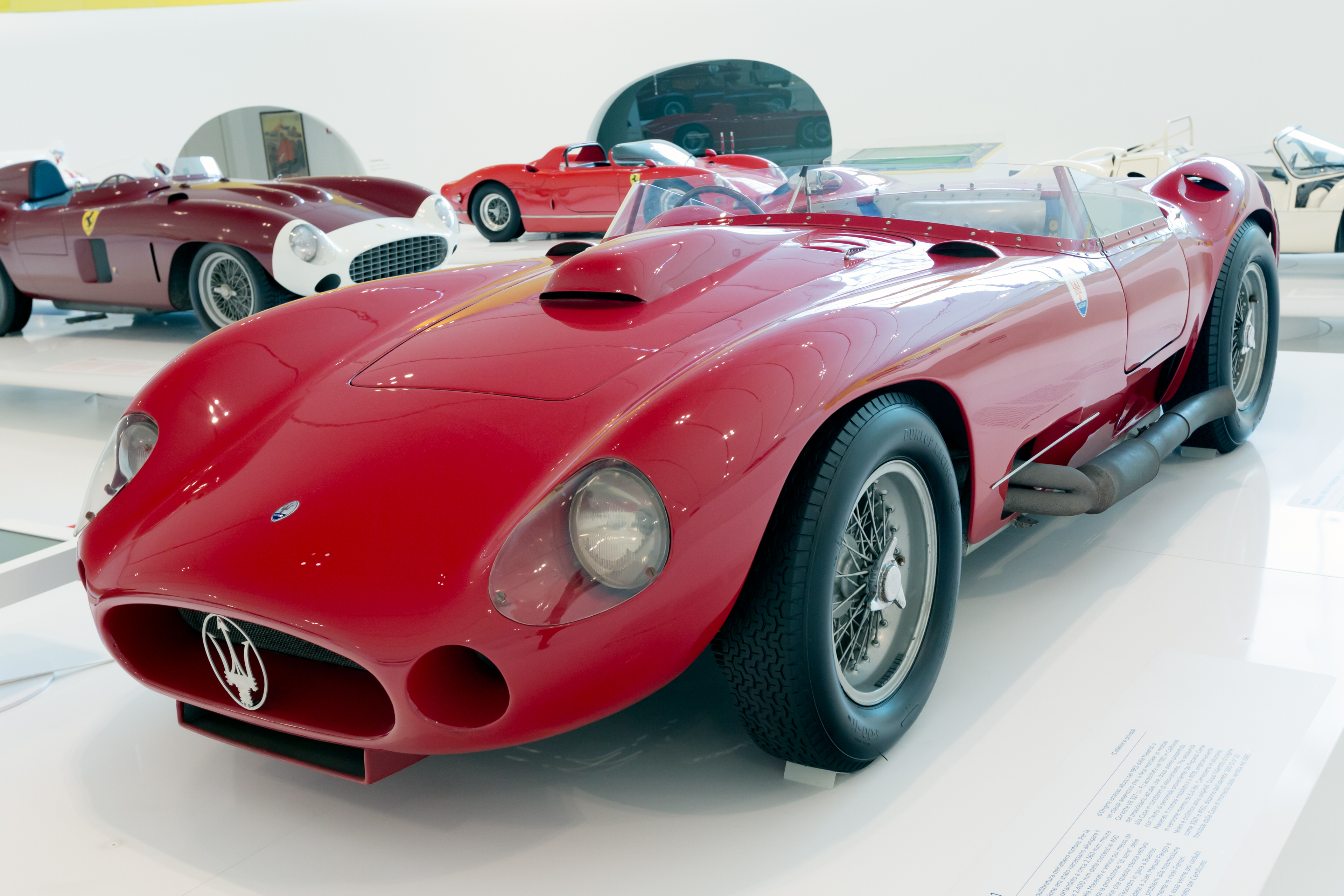
Rennsportwagen Maserati 450S

Der Maserati 5000 GT entstand Ende der 1950er-Jahre, als sich das italienische Traditionsunternehmen in einer schweren wirtschaftlichen Krise befand. Obwohl Maseratis Werksteam 1956 und 1957 jeweils mit Juan Manuel Fangio die nach Formel-1-Regeln ausgeschriebene Automobil-Weltmeisterschaft gewonnen hatte, musste es aus finanziellen Gründen Ende 1957 den Betrieb einstellen. Auch das Engagement in der Sportwagen-Weltmeisterschaft kam zu einem Ende: Weil die Commission Sportive Internationale (CSI) mit Wirkung zum Saisonbeginn 1958 eine Hubraumobergrenze von 3,0 Liter eingeführt hatte, waren Maseratis 4,5 Liter große Achtzylindermotoren, die in den zurückliegenden Jahren im 450S erfolgreich gewesen waren, nicht mehr verwendbar. Zeitgleich hatte der Verkauf des Maserati 3500 GT begonnen, des ersten in Serie hergestellten Straßensportwagens der Marke. Der Rückzug aus dem Motorsport führte dazu, dass sein Absatz ab 1958 nicht mehr durch die positive Wirkung von Rennerfolgen unterstützt wurde.
In dieser Zeit entstand die Idee, ein exklusives Straßenfahrzeug zu entwickeln, das in einem Marktsegment oberhalb des sechszylindrigen 3500 GT angesiedelt war. Die Initiative zur Entwicklung des 5000 GT ging dabei nach übereinstimmender Darstellung in der Literatur auf Mohammad Reza Pahlavi, den Schah von Persien, zurück. Pahlavi war ein Automobilliebhaber und schätzte unter anderem Sportwagen der Marke Maserati. Er fuhr mehrere 3500 GT, die ihm allerdings als nicht exklusiv genug erschienen. Maserati entwickelte auf seinen Wunsch hin ein besonders sportliches Auto, das das Chassis des 3500 GT mit einer Motorisierung verband, die mit der des achtzylindrigen Rennsportwagens 450S verwandt war.
Im August 1959 stellte Maserati ein nach diesen Vorgaben gebautes zweitüriges Coupé mit einer Karosserie von Touring vor. Das Fahrzeug war anfänglich als Einzelstück für Pahlavi gedacht; allerdings entstanden auf Kundenwunsch noch zwei Nachbauten, die zusammen mit dem ersten Auto in der Klassikerszene als Maserati Scià di Persia bekannt sind. Nachdem italienische und amerikanische Medien über das Auto berichtet hatten und der Wagen auf erhebliches Interesse internationaler Kunden gestoßen war, entschied sich Maserati für die Auflage einer Kleinserie, die sich vom Scià di Persia vor allem durch eigenständige Karosserien unterscheidet. Die Baureihe erhielt die Bezeichnung Maserati 5000 GT.

## Technik
Der 5000 GT wurde im Laufe des Jahres 1958 unter der Leitung von Giulio Alfieri konstruiert. Maserati beschränkte sich dabei – wie seinerzeit üblich – auf die Entwicklung der technischen Komponenten. Die Gestaltung der Aufbauten überließ man dagegen mehreren selbständigen Karosseriewerkstätten, die bei ihren Entwürfen auf Kundenwünsche eingingen und insgesamt sehr unterschiedliche Entwürfe erstellten.

### Chassis und Fahrwerk
Grundlage des Maserati 5000 GT war das Chassis des Serienmodells 3500 GT. Es wurde allerdings für die Aufnahme des schweren Achtzylindermotors verstärkt. Die Aufhängung blieb hingegen unverändert. Die vorderen Räder sind einzeln an je zwei ungleich langen Dreiecksquerlenkern aufgehängt; weiter sind Schraubenfedern mit Gummielementen, Teleskopstoßdämpfer und ein Drehstabstabilisator eingebaut. Die Kugelumlauflenkung lieferte Burman. Hinten gibt es eine Starrachse mit halbelliptischen Blattfedern und Teleskopstoßdämpfern. Die ersten Modelle haben vordere Scheiben- und hintere Trommelbremsen; ab 1961 gab es serienmäßig Scheibenbremsen an allen vier Rädern.

### Motorisierung und Kraftübertragung

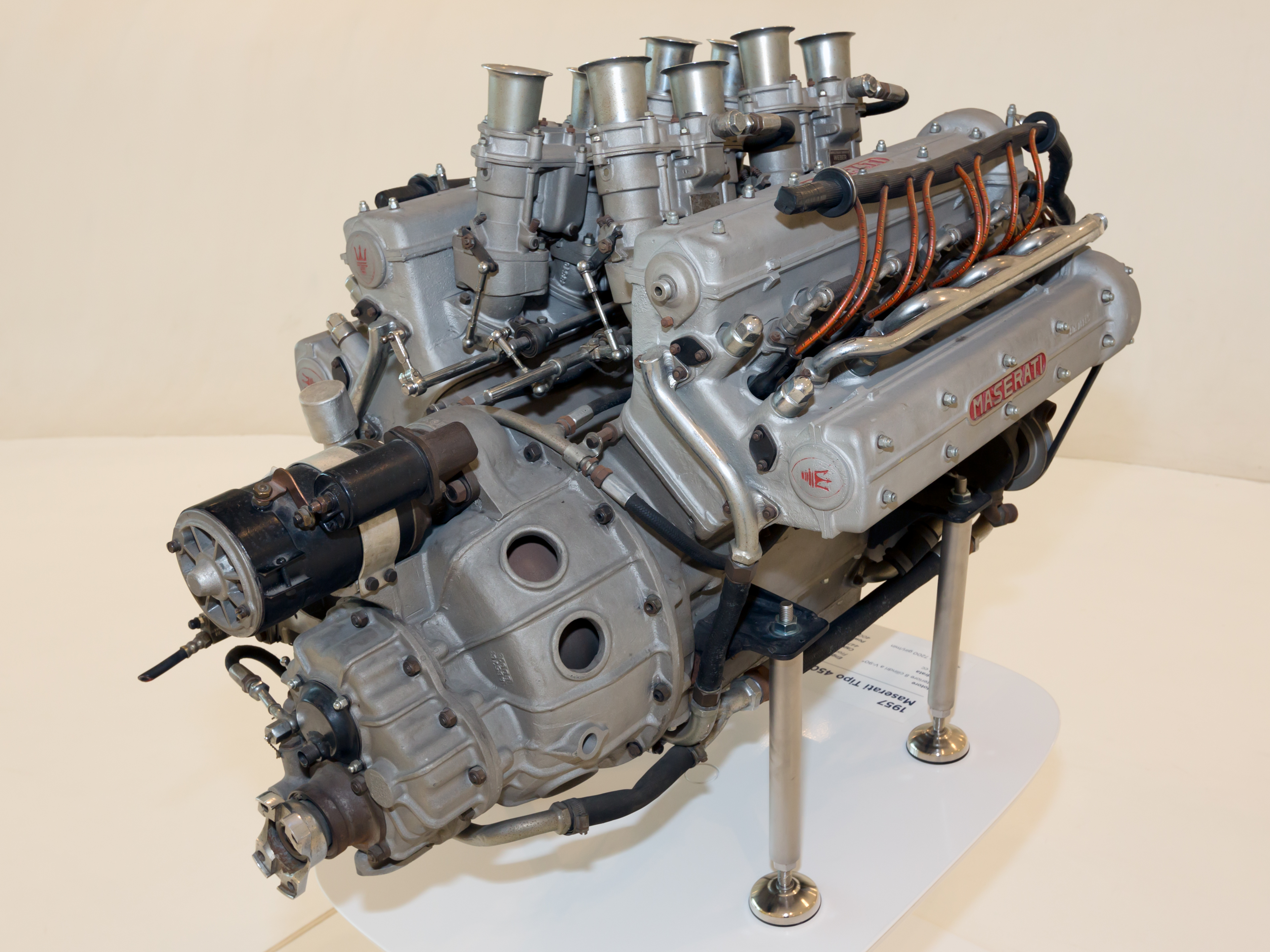
Motor des Maserati 450S

In vielen Publikationen wird die Darstellung verbreitet, der Maserati 5000 GT werde von Motoren aus dem 450S angetrieben, die Maserati auf Vorrat produziert hatte und die nach der Änderung des Reglements 1958 nicht mehr in der Sportwagen-Weltmeisterschaft verwendet werden konnten. Tatsächlich bildet der Motor des 450S zwar die technische Basis für die Einheiten, die im 5000 GT verwendet wurden; allerdings gibt es in Details erhebliche Unterschiede. Im Laufe der fünfjährigen Produktionszeit gab es drei Motorisierungsvarianten für den 5000 GT:
- In der ursprünglichen Version verwendete der 5000 GT Achtzylindertriebwerke mit einem Hubraum von 4937 cm³. Die Gemischaufbereitung erfolgte über vier Vergaser von Weber. Der Motor verfügte über eine Doppelzündung. Die Leistung wurde mit 340 PS angegeben. Mit diesem Triebwerk wurden die ersten beiden 5000 GT ausgerüstet, darunter das an den Schah von Persien gelieferte Exemplar.[6]

- Ab 1960 verfügte der 5000 GT über ein überarbeitetes Triebwerk. Durch eine geringfügige Vergrößerung des Hubs bei gleichzeitiger Reduzierung der Bohrung betrug der Hubraum nun 4941 cm³; die Leistung wurde mit 325 PS angegeben. Durch diese Veränderungen erhöhte Giulio Alfieri die Fahrbarkeit des Triebwerks; der Motor war „kundenfreundlicher“[7] bzw. „von etwas zivilerem Charakter“.[6] Anfänglich erfolgte die Gemischaufbereitung auch bei diesen Versionen über vier Weber-Doppelvergaser; ab 1961 war allerdings alternativ eine Benzineinspritzung von Lucas lieferbar.

- Das letzte 5000 GT Coupé, das 1964 hergestellt wurde, erhielt einen 4,7 Liter großen Achtzylindermotor.[8] Das Coupé wurde von Frua karossiert.

Als Kraftübertragung diente anfänglich ein manuelles Vierganggetriebe, das später durch ein Fünfganggetriebe von ZF ersetzt wurde.

## Karosserieversionen
Von 1959 bis 1964 fertigen acht Karosseriewerke individuelle Aufbauten für den 5000 GT. Zu ihnen gehörten alle namhaften italienischen Carrozziere. Die ersten Aufbauten wurden von der Mailänder Carrozzeria Touring hergestellt, die meisten Aufbauten allerdings produzierte Allemano in Turin. Daneben entstanden mehrere Einzelstücke.
Einige Fahrgestelle wurden mehrfach karossiert. So erhielt das Fahrgestell Nummer 103.048 im Sommer 1962 eine Karosserie von Pietro Frua. Ein Jahr später erhielt es – ebenfalls von Frua – eine neue Karosserie, dabei wurde die Fahrgestellnummer auf 103.064 geändert. Das ursprünglich von Allemano karossierte Chassis Nr. 103.022 erhielt 1966 einen neuen Aufbau von Vignale.

### Die Touring-Version:Scià di Persia

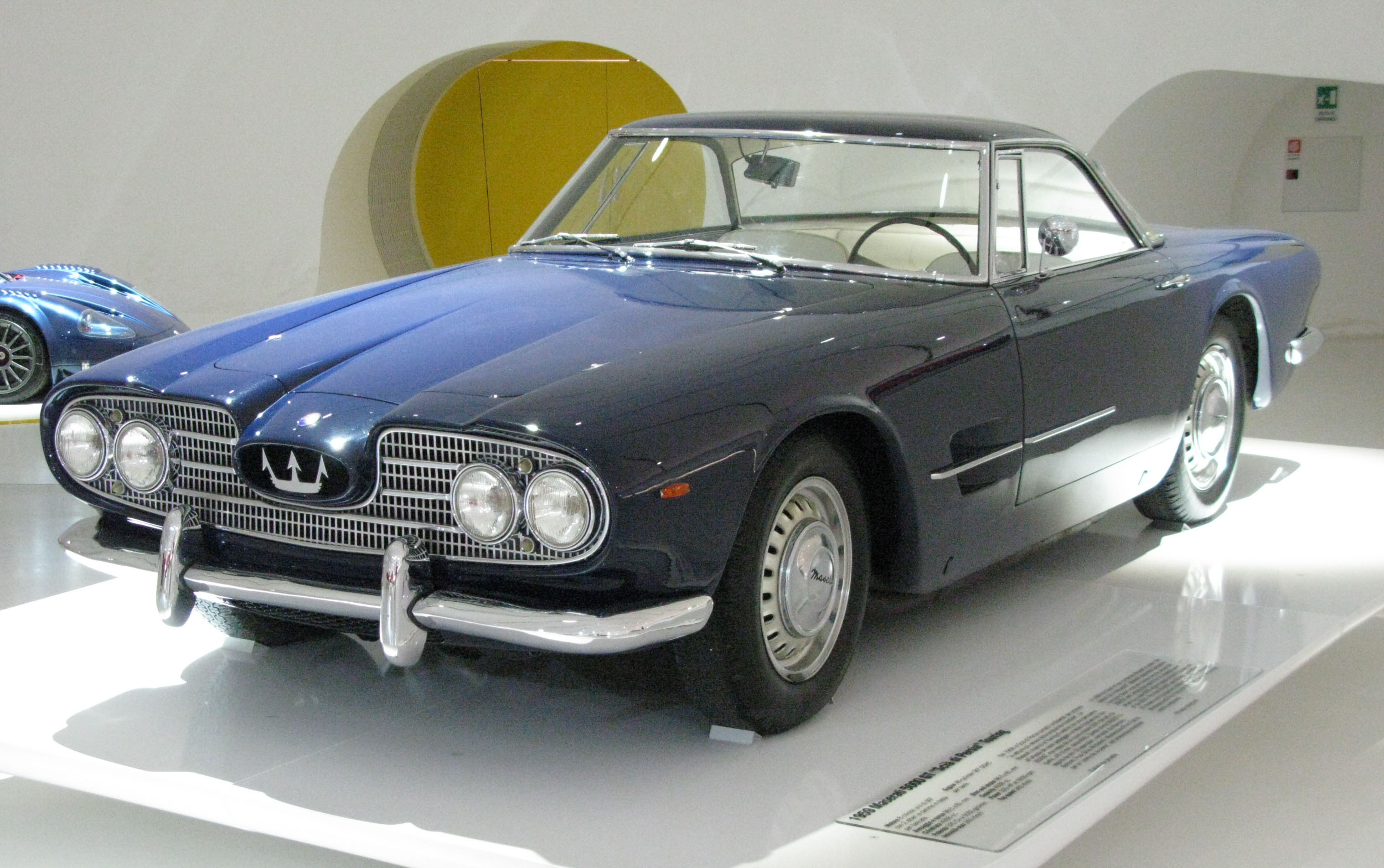
Maserati 5000 GT „Schah von Persien“ (Aufbau von Touring)

1959 entwarf Touring die erste Karosserie für den 5000 GT. Das von Carlo Felice Bianchi Anderloni entworfene Fahrzeug hatte einen knapp geschnittenen Coupé-Aufbau, der widersprüchliche Merkmale in sich vereinigte. Mit dem massiven, langgestreckten Wagenkörper kontrastierte ein knapper, filigraner Dachaufbau, der extrem dünne Fahrzeugsäulen, eine hintere Panoramascheibe sowie eine auffällige Frontpartie aufwies. Die B-Säule bildete zugleich den hinteren Abschluss der Fahrgastzelle. Die Frontpartie trug eine ovale Öffnung, in der das Markenemblem, der Dreizack, integriert war.
Der Maserati 5000 GT mit Touring-Karosserie wurde erstmals beim Turiner Autosalon 1959 vorgestellt. Das Ausstellungsstück (Fahrgestellnummer 103.004) wurde an den Südafrikaner Basil Read verkauft, der seinerzeit Eigentümer des Kyalami Grand Prix Circuit war. Ein zweites, identisch karossiertes Fahrzeug (Fahrgestellnummer 103.002) war bereits einige Monate vorher an Reza Pahlevi geliefert worden, den Initiator des Projekts und ersten 5000 GT-Kunden. Die Touring-Karosserie erhielt den Beinamen Scià di Persia (Schah von Persien).
Touring karossierte später noch zwei weitere, mehr oder weniger identisch gestaltete 5000 GT-Modelle.
Das Mailänder Karosseriebauunternehmen Touring Superleggera stellte im März 2018 das Coupé Touring Sciàdipersia vor, das auf der Technik des Maserati GranTurismo beruht und an den 5000 GT Scià di Persia erinnern soll. Ein Jahr später folgte die Cabrioletversion. Für beide Ausführungen ist eine Kleinserie von 10 bzw. 15 Fahrzeugen angekündigt.

### Die Allemano-Version: Der 5000 GT „Indianapolis“

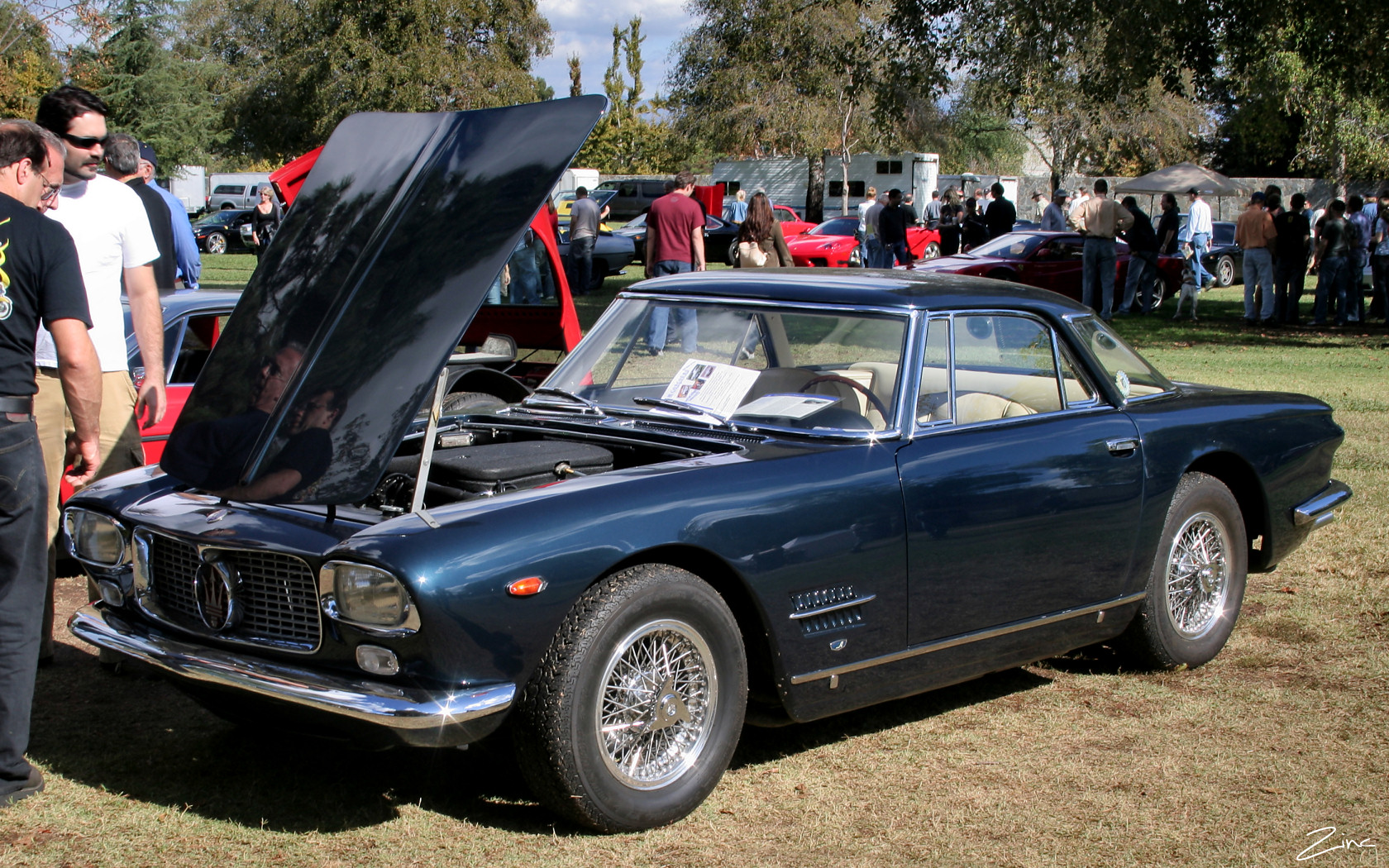
5000 GT mit Aufbau von Allemano

Die meisten Aufbauten für den 5000 GT stellte die Turiner Carrozzeria Allemano her. Auch Allemano kreierte einen knappen Dachaufbau, der nur über A- und B-Säule verfügte. Die Frontpartie war glattflächiger als die der Touring-Version; sie verfügte über zwei waagerecht positionierte Breitbandscheinwerfer und einen schlichten, verglitterten Kühlergrill. Am Heck fanden sich kleine waagerecht verlaufende Heckflossen, unter denen auf jeder Seite drei runde Rücklichter untergebracht waren. Nach allgemeiner Auffassung wurde das Design des Autos nicht von Serafino Allemano selbst entwickelt, sondern von Giovanni Michelotti. Allemanos Anteil beschränkte sich danach auf die handwerkliche Herstellung der Karosserien.
Im Hinblick auf einige Motorsporterfolge Maseratis auf dem amerikanischen Indianapolis Motor Speedway wurde die Allemano-Version inoffiziell gelegentlich als 5000 GT „Indianapolis“ bezeichnet.

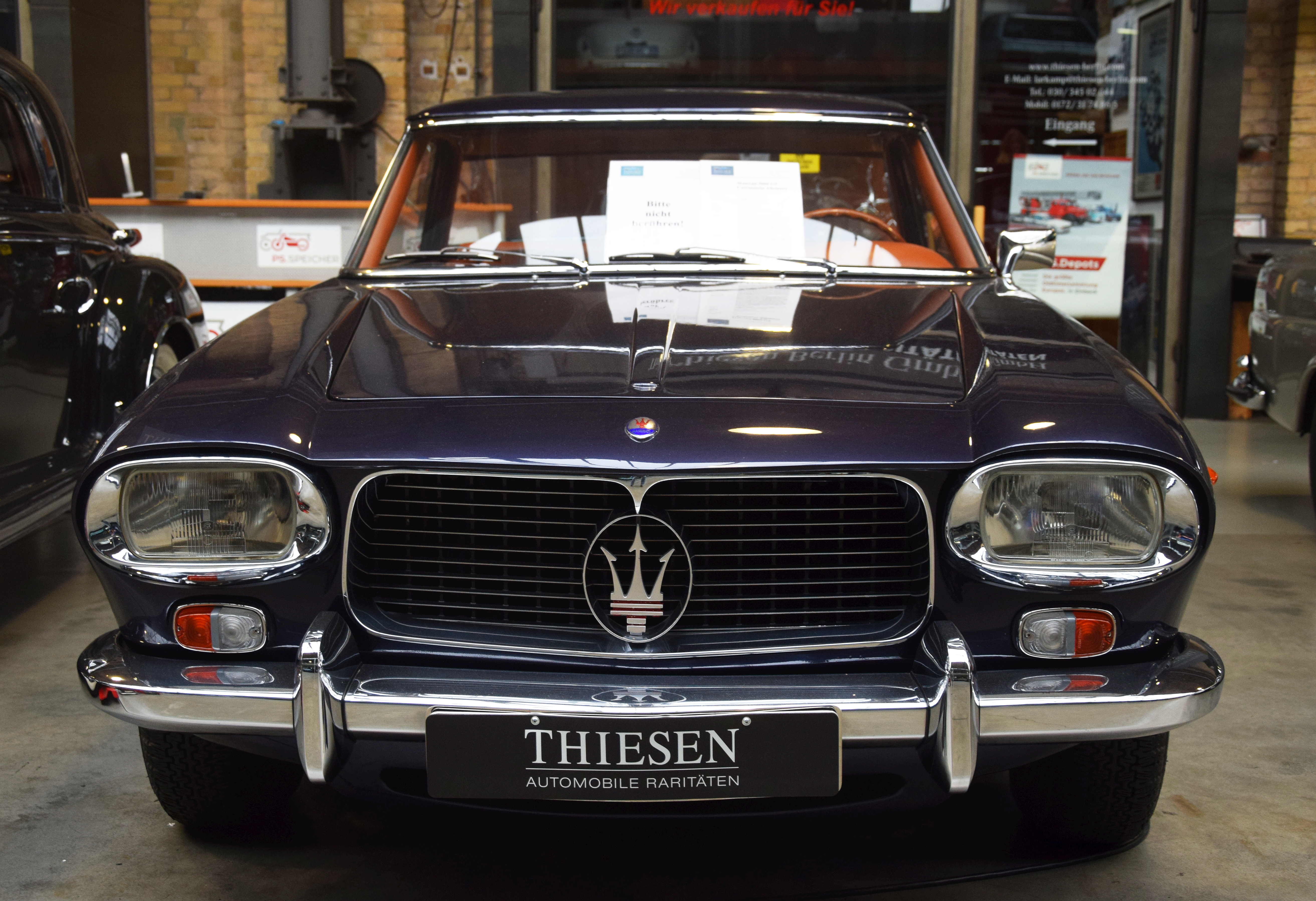
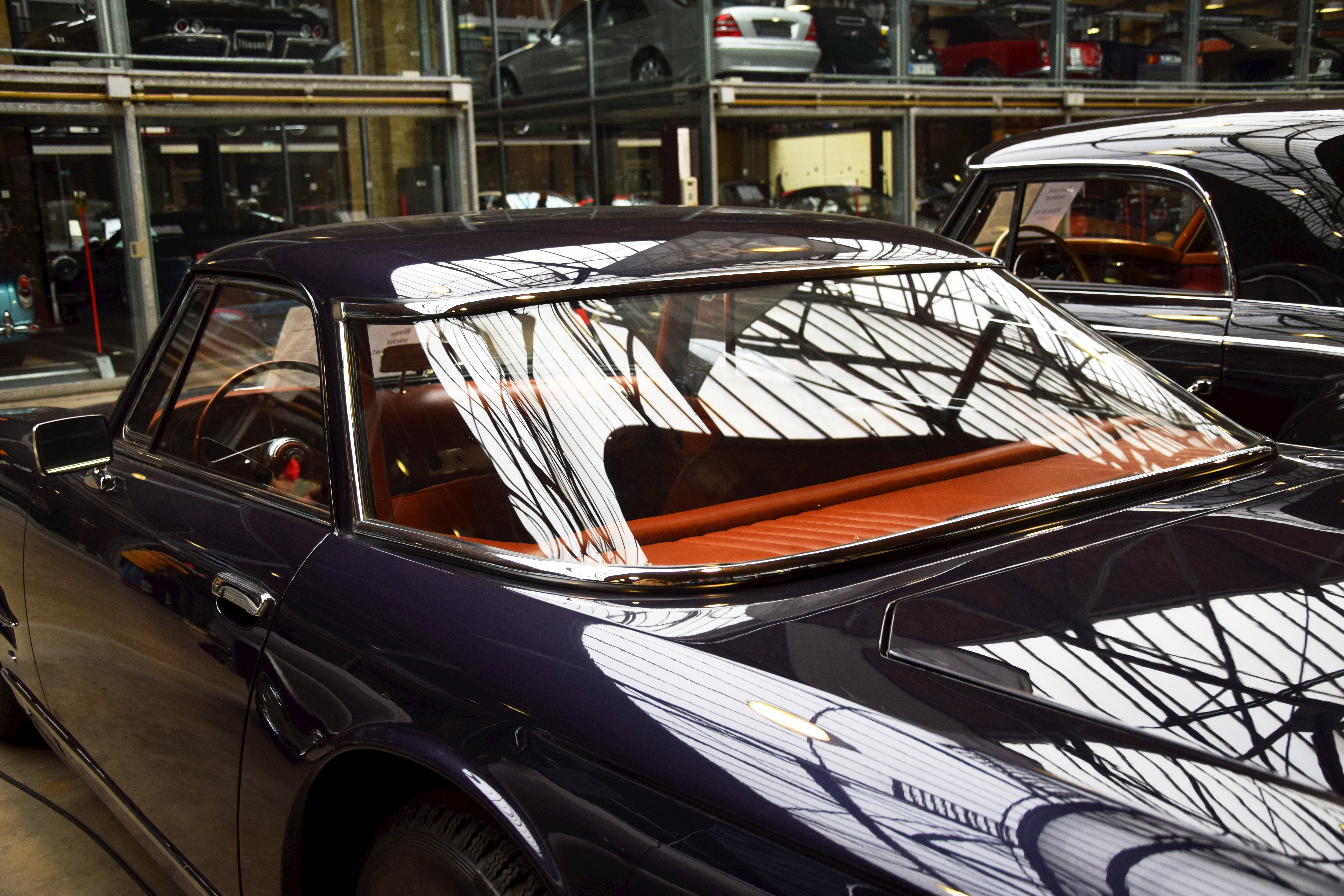
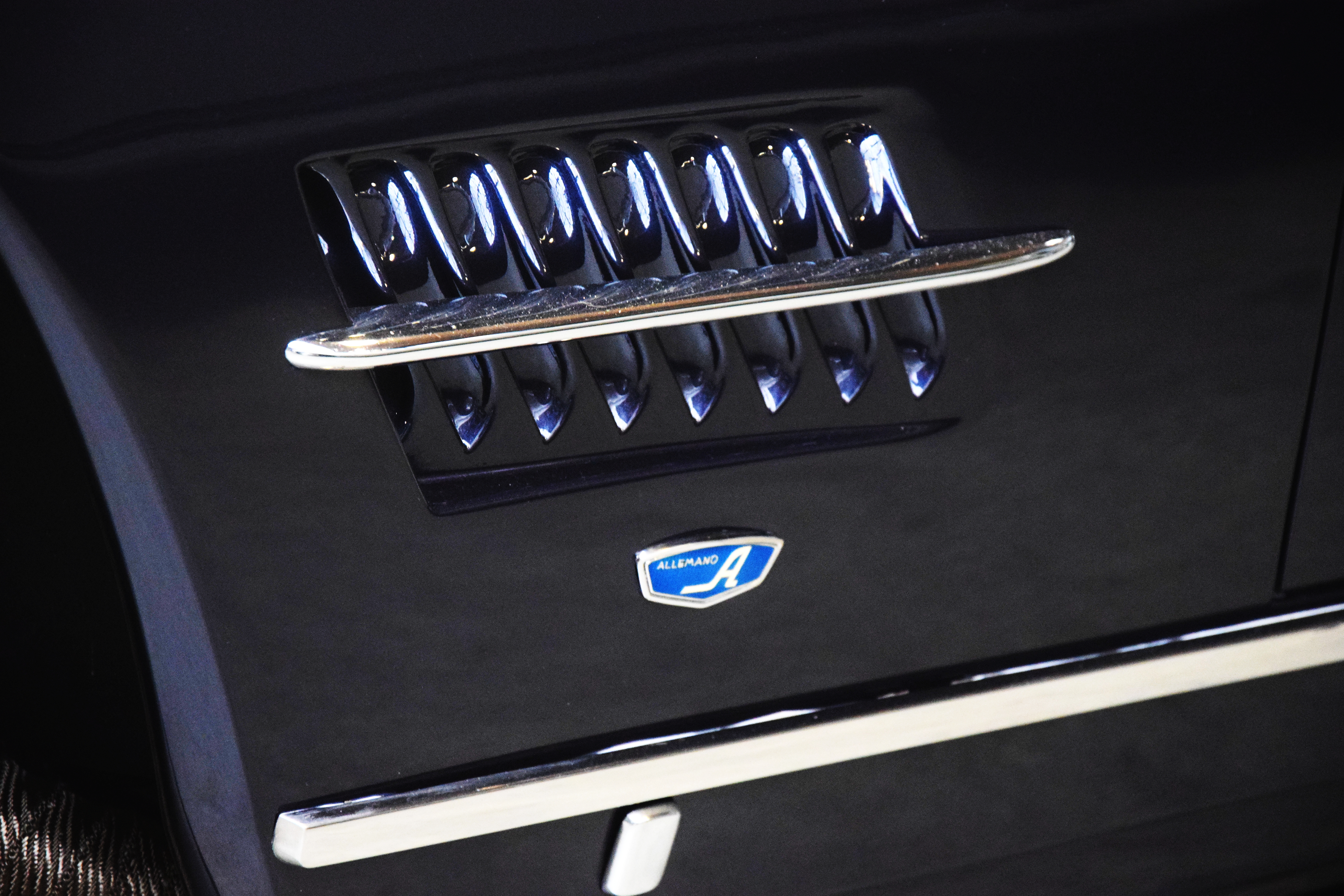
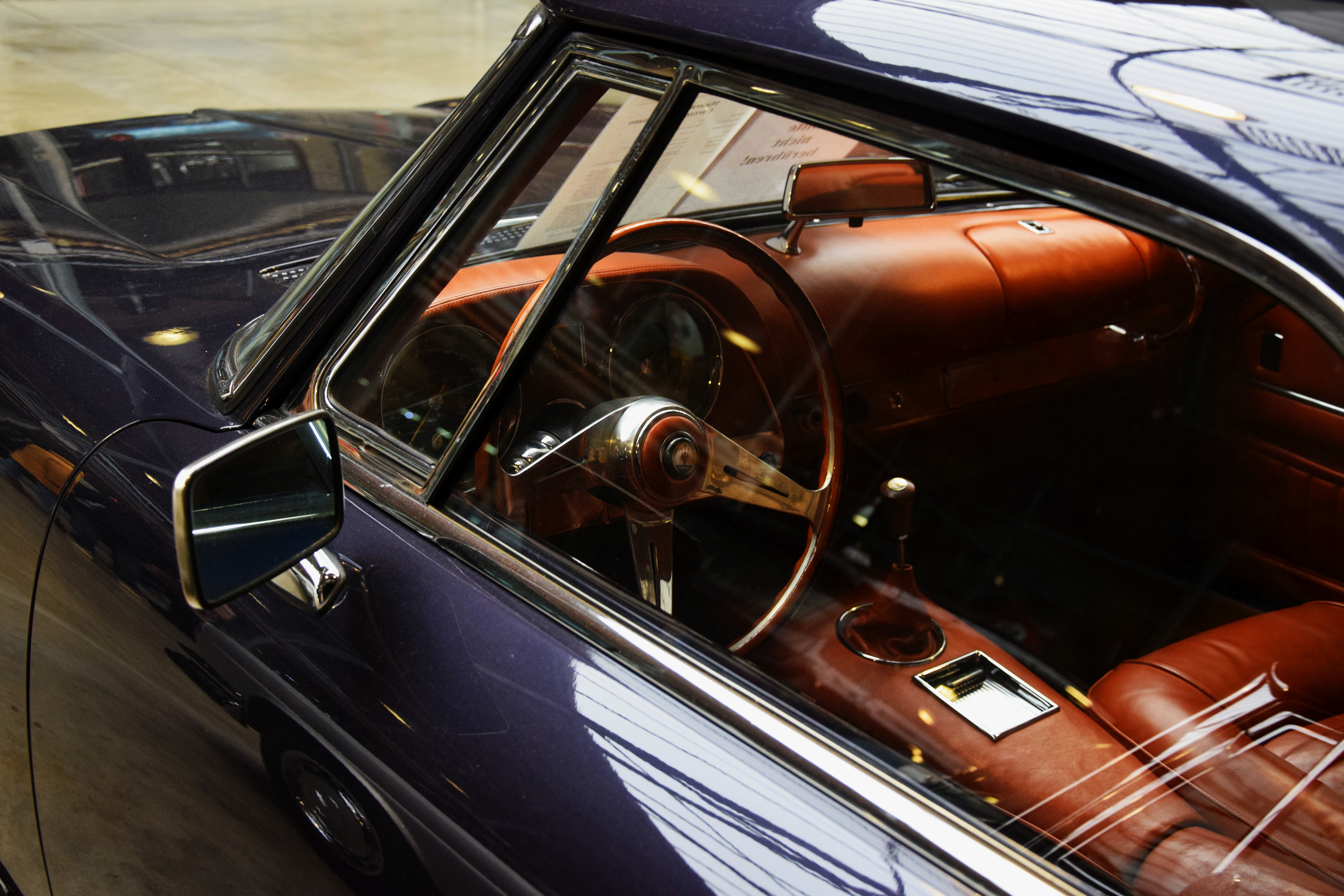

### Die Frua-Version: Der 5000 GT „Aga Khan“
Im Auftrag des französischen Maserati-Importeurs schuf der Turiner Designer Pietro Frua ein knapp viersitziges Coupé mit erhöhtem Dach, einem geschwungenen hinteren Seitenfenster und einer auffallenden Panoramascheibe im Heck. Das Fahrzeug mit der Fahrgestellnummer AM 103.048 wurde im März 1962 auf dem Genfer Automobilsalon ausgestellt. Es erhielt 1963 im Werk die neue Fahrgestellnummer AM 103.064.
Im Mai 1962 gab Karim Aga Khan IV. bei Frua ein nahezu identisch karossiertes Fahrzeug (Fahrgestellnummer AM 103.060) in Auftrag. Wegen der prominenten Besitzer wird die Frua-Version des Maserati gelegentlich als „5000 GT Aga Khan“ bezeichnet. Das Aga-Khan-Auto wurde 2007 für einen Preis von 1.100.000 $ versteigert.
1966 entstand ein drittes Fahrzeug mit Frua-Karosserie (Fahrgestellnummer AM 103.100).

### Ghia
Die Turiner Carrozzeria Ghia baute 1961 eine eigene Version des Maserati 5000 GT mit eigenständiger Karosserie als Einzelstück für den italienischen Industriellen Fernandino Innocenti. Basis war das Fahrgestell Nr. AM 103.018. Der Karosserieentwurf wird zumeist Sergio Sartorelli, Ghias damaligem Chefdesigner, zugeschrieben; eine einzelne Quelle nennt dagegen Giovanni Michelotti als Urheber. Die Form des Ghia-Maserati wird als manieristisch beschrieben. Das Auto ist ein zweitüriges Stufenheckcoupe mit vier Seitenfenstern. Die senkrecht abschließende Frontpartie hat eine große, an den Seiten abgerundete Kühleröffnung. An den Rändern sind jeweils ein großer runder Scheinwerfer und eine weitere Leuchteneinheit mit Blinkern und Standlicht untergebracht. Vor der Kühleröffnung befinden sich senkrecht angeordnete Chromstreben, auf denen ebenfalls verchromtes ovales Zierteil befestigt ist, das seinerseits Maseratis Dreizack beinhaltet. Die vorderen und hinteren Stoßstangen sind geschwungen. Der Wagen war betont luxuriös ausgestattet. Er hatte unter anderem elektrisch verstellbare Sitze.
In den 1970er-Jahren verkaufte Innocenti das Auto an einen Sammler in Saudi-Arabien, der es unsachgemäß lagerte, sodass der Maserati verfiel. Jahrzehnte später wurde er wiederentdeckt. 2019 ersteigerte ein Sammler bei einer Auktion im kalifornischen Monterey den unrestaurierten, stark verfallenen Ghia-Maserati für 533.000 $ (seinerzeit etwa 480.000 €).

### Michelotti
Giovanni Michelotti entwarf 1964 im Auftrag des amerikanischen Rennfahrers Briggs Cunningham einen Individualaufbau für den 5000 GT. Grundlage war das Fahrgestell Nr. 103.016. Das Auto war als viersitziges Coupé gestaltet. Die Fahrgastzelle ähnelt im Aufbau und in der Anordnung der Verglasung dem Ghia-Maserati (Nr. AM 103.018). Als besonderes Merkmal hat Michelottis Entwurf für Briggs Cunningham eine stark abfallende Frontpartie mit Scheinwerfern, die im Ruhezustand hinter beweglichen Klappen verborgen sind. Eine Quelle behauptet, Michelotti habe die Form der Frontpartie sei im Windkanal der Universität Turin entwickelt. Wo das Auto aufgebaut wurde, ist nicht abschließend geklärt. Einigen zufolge Quellen entstand der Cunningham-Maserati in Michelottis Werkstatt in Turin; andere behaupten, Ghia hätte die Karosserie in Michelottis Auftrag gebaut.
Das Auto wurde 2017 für 1,01 Mio. US-$ verkauft.

### Pininfarina

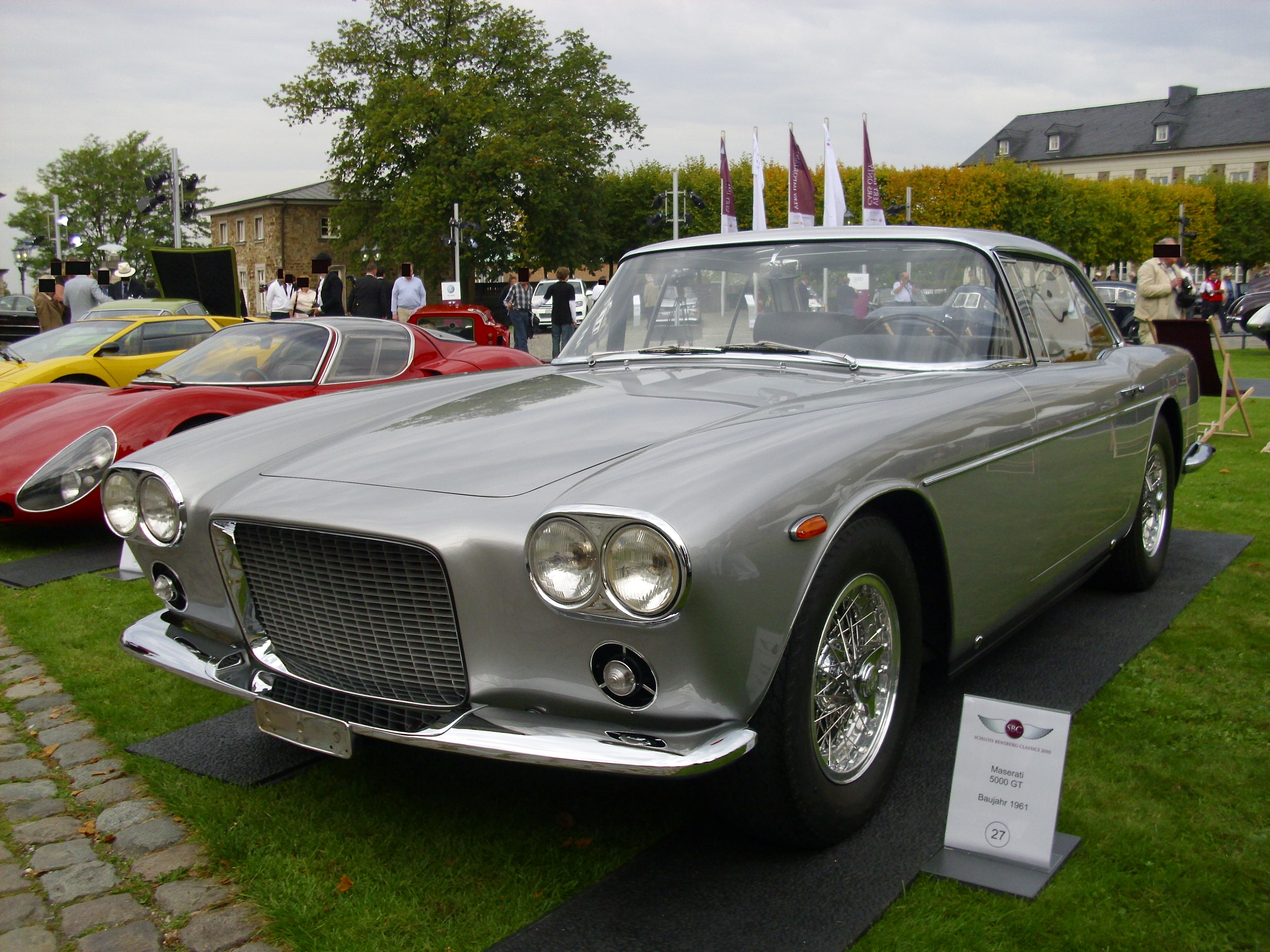
Maserati 5000 GT von Pininfarina

Pininfarina, der in den 1950er Jahren erfolgreichste italienische Stilist, der eng mit Ferrari verbunden war, stellte keine eigene Version des Maserati 5000GT her. Gleichwohl kam es zu der Verbindung einer Pininfarina-Karosserie mit dem 5000 GT-Chassis. Auslöser war der italienische Industrielle Giovanni „Gianni“ Agnelli, langjähriger geschäftsführender Gesellschafter des Automobilherstellers Fiat. Agnelli fuhr privat unter anderem einen Ferrari 400 Superamerica, der mit einer individuellen Karosserie von Pininfarina ausgestattet war. Der im Allgemeinen als streng wahrgenommene Aufbau verfügte über eine vordere Panoramascheibe, eine hohe Frontpartie und eine große Kühleröffnung. 1961 ließ Agnelli die Pininfarina-Karosserie seines Ferrari mit dem Chassis des Maserati 5000 GT verbinden. Das Auto fuhr in den folgenden Jahren ohne jedes Markenemblem.

### Bertone
Für Bertone entwarf Giorgio Giugiaro ein glattflächiges 5000 GT-Coupé mit Doppelscheinwerfern vorn und einem Semi-Fließheck. Die Bertone-Karosserie wird in der Literatur teilweise als der schönste Maserati 5000 GT ansehen.

### Monterosa
Die kleine Turiner Carrozzeria Monterosa stellte zwei Coupés auf 5000-GT-Chassis her. Monterosa hielt sich bei dem generellen Layout eng an die Allemano-Karosserie, änderte aber Front- und Heckpartie deutlich ab. Die Frontpartie ist in ein umlaufendes schmales Chromband eingefasst. Vorn finden sich auf jeder Seite zwei Rundscheinwerfer, von denen der innere tiefer angeordnet ist als der äußere. Die zweiteilige Kühleröffnung ist vergittert. Am Heck sind zwei runde Rückleuchten installiert.
Ein im Original dunkelrot lackiertes Auto (Fahrgestell Nr. 103.006) wurde über den Bologneser Maserati-Händler Cesare Perdisa, einen ehemaligen Formel-1-Rennfahrer, an den deutschen Geschäftsmann Rolf Helm verkauft. Ein zweiter 5000 GT mit Monterosa-Karosserie ging an einen Tennisspieler. Weitere Autos mit diesem Aufbau gab es nicht. 1961 stellte Monterosa nach einer Insolvenz den Betrieb ein.

### Übersicht: Die einzelnen Karosserien
Die Produktion des Maserati 5000 GT verteilte sich wie folgt:
| Carrozzeria | Aufbau                             | Stückzahl | Fahrgestellnummer |
| Allemano    | Coupé, 2+2-sitzig „Indianapolis“   | 22        | 103.014, 103.020, 103.022, 103.022, 103.024, 103.026, 103.028, 103.030, 103.032, 103.034, 103.036, 103.038, 103.040, 103.042, 103.044, 103.050, 103.052, 103.054, 103.056, 103.058, 103.062, 103.066. |
| Bertone     | Coupé, 2+2-sitzig                  | 1         | 104.004 |
| Frua        | Coupé, 2+2-sitzig „Aga Khan“       | 3         | 103.048 (= 103.064), 103.060, 103.100 |
| Ghia        | Coupé, 2+2-sitzig                  | 1         | 103.018 |
| Michelotti  | Coupé, 2+2-sitzig                  | 1         | 103.016 |
| Monterosa   | Coupé, zweisitzig                  | 1         | 103.012 |
| Pininfarina | Coupé, 2+2-sitzig                  | 1         | 103.008 |
| Touring     | Coupé 2+2-sitzig, „Scià di Persia“ | 4         | 103.002, 103.004, 103.010, 103.010, 103.090 |

## Verbreitung und heutige Marktlage
Der Maserati 5000 GT war ein exklusiver Sportwagen der Oberklasse. Die Exklusivität spiegelte sich in den Verkaufspreisen wider. Der deutsche Maserati-Importeur bot den 5000 GT mit Allemano-Karosserie im Jahr 1963 zu einem Preis von 70.400 DM an. Der Maserati 3500 GT kostete zur gleichen Zeit 44.400 DM, ein VW Käfer Standard wurde für 4.200 DM angeboten.
Erstkunden des 5000 GT waren regelmäßig wohlhabende Persönlichkeiten aus Politik, Gesellschaft oder Sport. Zu den Käufern des Maserati 5000 GT gehörten Giovanni Agnelli, Briggs Cunningham, der britisch-amerikanische Schauspieler Stewart Granger, der italienische Industrielle Fernandino Innocenti, Karim Aga Khan IV. und der seinerzeitige mexikanische Staatspräsident Adolfo López Mateos.
Viele der 5000 GT-Versionen sind Einzelstücke, für die sich auf dem Klassikermarkt kein sicherer Marktwert festmachen lässt. Allein für die Allemano-Versionen, die in mehr als 20 Exemplaren realisiert wurden, sind annäherungsweise Gebrauchtwagenpreise zu bestimmen. Für einen exzellenten 5000 GT von Allemano wird im Sommer 2011 ein Kaufpreis von etwa 370.000 Euro angegeben.

## Bedeutung
Der Maserati 5000 GT gehörte zu den schnellsten und luxuriösesten Autos seiner Zeit. Er gilt als der „glamouröseste aller Maseratis“ und war ein „High Society-Spielzeug allerersten Ranges“.

## Trivia
Der amerikanische Musiker Joe Walsh nimmt in seinem Lied Life's Been Good Bezug auf seinen Maserati 5000 GT (Chassisnummer 103.026). Eine Strophe lautet:
My Maserati does one-eight-five 
I lost my licence, now I don't drive
(Mein Maserati macht 185 Meilen pro Stunde. Ich habe meinen Führerschein verloren, jetzt fahre ich nicht mehr).

## Technische Daten
| Technische Daten Maserati 5000 GT | Technische Daten Maserati 5000 GT                                                                                   | Technische Daten Maserati 5000 GT                                                                                   |
| Maserati                          | 5000 GT 1959–1960                                                                                                   | 5000 GTI 1960–1964                                                                                                  |
| --------------------------------- | --- | --- |
| Motor:                            | Achtzylinder-V-Motor (Viertakt), Gabelwinkel 90°                                                                    | Achtzylinder-V-Motor (Viertakt), Gabelwinkel 90°                                                                    |
| Hubraum:                          | 4937 cm³ | 4941 cm³ |
| Bohrung × Hub:                    | 98,5 × 81 mm | 94 × 89 mm |
| Leistung bei 1/min:               | 340 PS bei 5800 | 325 PS bei 5500 |
| Verdichtung:                      | 8,5 :1 | 8,5 :1 |
| Gemischaufbereitung:              | 4 × 2 Weber IDM 45                                                                                                  | 4 × 2 Weber IDM 45 Benzineinspritzung (Lucas)                                                                       |
| Ventilsteuerung:                  | Vier obenliegende Nockenwellen                                                                                      | Vier obenliegende Nockenwellen                                                                                      |
| Kühlung:                          | Wasserkühlung | Wasserkühlung |
| Getriebe:                         | manuelles Vierganggetriebe (1959–1963) manuelles Fünfganggetriebe (1963–1964)                                       | manuelles Vierganggetriebe (1959–1963) manuelles Fünfganggetriebe (1963–1964)                                       |
| Radaufhängung vorn:               | Dreieckslenker Schraubenfedern                                                                                      | Dreieckslenker Schraubenfedern                                                                                      |
| Radaufhängung hinten:             | Starrachse Blattfedern                                                                                              | Starrachse Blattfedern                                                                                              |
| Bremsen:                          | vorne Scheibenbremsen hinten wahlweise Trommel- oder Scheibenbremsen, ab 1963 Scheibenbremsen rundherum serienmäßig | vorne Scheibenbremsen hinten wahlweise Trommel- oder Scheibenbremsen, ab 1963 Scheibenbremsen rundherum serienmäßig |
| Karosserie:                       | Aluminium auf Rohrrahmen Aufbauten individuell                                                                      | Aluminium auf Rohrrahmen Aufbauten individuell                                                                      |
| Radstand:                         | 2600 mm | 2600 mm |
| Abmessungen:                      | Individuell in Abhängigkeit vom Aufbau                                                                              | Individuell in Abhängigkeit vom Aufbau                                                                              |
| Leergewicht:                      | Individuell, ca. 1450 kg                                                                                            | Individuell, ca. 1450 kg                                                                                            |
| Höchstgeschwindigkeit:            | 260–280 km/h | 260–280 km/h |